# اللغة التغرينية
اللغة التغرينية أو التغرينية هي اللغة القومية والرسمية لدولة إرتريا كونها لغة منطوقة ومقروءة على عكس اللغات المحلية الأخرى، كما تعد لغة رسمية في إقليم تيغراي في إثيوبيا، وتعتبر لغة من اللغات السامية الجنوبية التي تنتشر في شرق أفريقيا، وهي اللغة الرسمية التي تستخدم في إرتريا، ويبلغ عدد متكلميها 6.7 مليون. منقسمين ما بين إريتريا وإثيوبيا.
تستمد التيغرينية أصلها من اللغة الجعزية التي لم يعد أحد يتكلمها الآن، وتستخدم فقط في طقوس كنيسة التوحيد الأرثوذكسية الإريترية. الجعزية تقابل اللاتينية في اللغة الإنجليزية. تسمى الرموز في اللغة التغرينية "فيدل"، أي الألفبائية. وهو نظام صوتي من الرموز التي تمثل المقاطع الصوتية. هناك حوالي اثنين وثلاثين مقطعاً صوتياً جذرياً مع سبع اشتقاقات لكل مقطع.